# .kz
.kz — национальный домен верхнего уровня для Казахстана, соответствующий ему сегмент сети называют Казнет. Регистрация доменов второго уровня .kz открыта для всех физических или юридических лиц, резидентов Республики Казахстан.
Управление и контроль над использованием доменного имени Интернет .KZ производит Учреждение «Казахский центр сетевой информации». Регистрацию в домене производят несколько регистраторов.
В 2004 году центр сетевой информации закрыл доступ к домену британского актёра и шоумена Саши Барона Коэна www.borat.kz, посвящённую его персонажу фильма Борат, вызвавшего волну критики в СМИ, «чтобы он под доменом .kz не хаял Казахстан», — пояснил мотивы решения президент ассоциации Нурлан Исин в разговоре с корреспондентом Рейтер. Официальной причиной закрытия сайта стало нарушение правил использования доменов, согласно которым необходимо иметь два DNS-сервера в Казахстане (позднее из Правил подобное ограничение было изъято). Кроме того, при регистрации домена были указаны ложные имена.
По итогам августа 2014 года, то есть, к 20-летию Казнета, его доменная ёмкость выросла за год на 20 % — до 122 408 единиц. К своему 21-летию Казнет пришел скромно — без достижений и рекордов. По состоянию на 1 сентября 2015 года ёмкость в зоне .KZ достигла 123870 доменов. Эксперты признают, что доменная ёмкость Казнета растёт анемично, существенно отставая по темпам роста уровня проникновению доменов на душу населения от России. Кроме того, существует мнение, что Казнет теряет пользователей. Для зоны .KZ, как, впрочем, и для всего Казнета характерна сильная фрагментация — десять топовых ресурсов формируют почти 11 млн среднесуточных обращений из 17,5 млн..
По состоянию на ноябрь 2023 г. количество зарегистрированных доменов составляет 184904.
С 15 июня 2025 года изменена модель ценообразования. Стоимость теперь будет рассчитываться на основе МРП (месячного расчетного показателя), ежегодно устанавливаемого государством в законе о бюджете. Стоимость регистрации и продления выросла более чем в 2 раза.